# Halina Kosińska
Halina Jakóbczak, coniugata Kosińska e, successivamente, Rudyk (Wałbrzych, 18 febbraio 1955), è un'ex cestista polacca.

## Carriera
Con la Polonia ha disputato i Campionati europei del 1981.